# 2001年6月21日日食
2001年6月21日日食是一次日全食，發生於2001年6月21日。新月當天（即朔日），地球上觀測到月球和太阳的角距離極小，此時月球如果恰好在月球交點附近，穿過太阳和地球之間，與地球、太阳接近一直線，則會出現日食。月球本影接觸地表而使該區域完全得不到陽光，就會形成日全食，同時在本影兩側數千公里的半影範圍內遮擋部分陽光，形成日偏食。此次日全食經過了安哥拉、赞比亚、辛巴威、莫桑比克、马拉维、马达加斯加，日偏食則覆蓋了北至撒哈拉沙漠、南至大西洋最南端、西至南美洲中西部、東至印度洋中部的區域。

## 日食概況

### 出現區域
乌拉圭東南約420公里處的大西洋海面在日出時最先看到日全食，隨後月球本影向東北移動，在安哥拉以西約1100公里的海面達到最大食分，不久後本影登陸非洲，橫貫非洲大陸南部及马达加斯加後在日落時分結束於留尼汪以南約600公里的印度洋海面。
本影經過的陸地包括：
- 安哥拉：登陸後經過本哥省南側、南廣薩省除北部外的大部、本吉拉省北側、万博省北部、比耶省北半部、馬蘭哲省東南部、南倫達省極西南角，並橫貫莫希科省中部；
- 尚比亞：西方省北部、西北省南半部、中央省南半部、南部省東北側、卢萨卡省除東北角外的大部，其中路沙卡是本次全食帶內唯一首都；
- 辛巴威：西馬紹納蘭省北部、中馬紹納蘭省中部和北部、東馬紹納蘭省東北部、馬尼卡蘭省北部；
- 莫桑比克：太特省南部、马尼卡省北部、索法拉省北部、赞比西亚省南部；
- 马拉维：擦過恩桑傑縣最南端，也是該國最南端；
- 马达加斯加：梅納貝區西南部、阿齊莫-安德列發那區北部、伊霍羅貝區除南北兩側外的大部、阿諾西區北部、阿齊莫-阿齊那那那區除南北兩側外的大部。[3][4]

除了狹窄的全食帶內能看見日全食之外，月球半影覆蓋範圍內都能看到日偏食，包括南美洲的亞馬遜雨林以南、亞他加馬沙漠以東、巴塔哥尼亞以北的部分及非洲大部（基本與撒哈拉以南非洲的範圍相符）。

此次日全食過程中月影在地表移動的動畫

### 基本參數
- 類型：日全食
- 食甚中心處（位於安哥拉以西約1100公里的大西洋）資料：
  - 時間：2001年6月21日12:03:41.9
  - 地點：11°15.5′S 2°44.9′E / 11.2583°S 2.7483°E
  - 食分：1.0495（全食帶內最大）
  - 本影寬度：200.0公里
  - 日全食持續時間：4分56.5秒
- 全食最長處資料：
  - 時間：2001年6月21日12:06:07
  - 地點：11°9′S 3°29′E / 11.150°S 3.483°E
  - 本影寬度：200.3公里
  - 日全食持續時間：4分56.6秒（全食帶內最長）[6]

## 觀測
本次日全食發生時，安哥拉境內的太阳高度角、全食持續時間及晴天率都優於全食帶上其他地區，其中又以南廣薩省的首府孫貝最佳，這是日全食在非洲最先登陸的地點，全食共持續4分34秒。但由於安哥拉處於內戰期間，在當地觀看日全食的僅有約500人，除各國遊客外，包括了美国、法国、巴西、南非、捷克、葡萄牙、匈牙利等國的科學家。
安哥拉的鄰國赞比亚雖在晴天率方面有所不及，但政局穩定，首都路沙卡也在全食帶內，吸引了大量科學家和遊客，赞比亚政府還通過決議在日全食當天全國放假一天，並將每年6月21日定為「日全食節」，尚比亞郵政也發行了專門的邮票和首日封。美国、英国、德国、日本、韩国、中国等國科學家前往赞比亚做了觀測。其中，中国科学院也派出6人觀測隊前往赞比亚，攜帶3台重力儀、2套核旋磁力儀、4套數字採集系統和記錄系統，研究印度科學家在1995年日全食期間及中国科學家在1997年日全食期間於漠河發現的重力異常現象。此後經過10多年繼續觀測，中国獲得引力場以光速傳播的第一個觀測證據。

## 巧合
當天除發生日全食外，同時也是一年中太阳赤纬最北、在地表的直射點最北的夏至，以及火星自1988年以來最靠近地球的日子。

## 相關的日食

### 2000-2003年的日食
月球交替位於相對的月球交點時，以半個交點年（食年），即約177天又4小時間隔出現下列日食。
註：2000年2月5日和2000年7月31日的日偏食屬於上一組交點年系列。
| 日食列表  |           |           |           |           |           |           |           |           |           |           |           |
| 1997-2000 | 2000-2003 | 2004-2007 | 2008-2011 | 2011-2014 | 2015-2018 | 2018-2021 | 2022-2025 | 2026-2029 | 2029-2032 | 2033-2036 | 2036-2039 |

| 升交點                   | 升交點                  |                              | 降交點                    | 降交點 |
| 沙羅週期                 | 地圖                    | 沙羅週期                     | 地圖                      |        |
| 117                      | 2000年7月1日 偏食（南） | 122                          | 2000年12月25日 偏食（北） |        |
| 127 赞比亚路沙卡的日全食 | 2001年6月21日 全食      | 132 美国明尼阿波利斯的日偏食 | 2001年12月14日 環食       |        |
| 137 美国洛杉矶的日偏食   | 2002年6月10日 環食      | 142 澳大利亚伍默拉的日全食   | 2002年12月4日 全食        |        |
| 147 蘇格蘭庫洛登的日環食 | 2003年5月31日 環食      | 152                          | 2003年11月23日 全食       |        |

### 沙羅周期
沙羅週期長度為18年11天。本次日食屬於沙羅週期127，共包含82次日食，依次為991年10月10日至1334年5月4日的20次日偏食、1352年5月14日至2091年8月15日的42次日全食、2109年8月26日至2416年2月29日的20次日偏食，總共歷時1460.44年。其中最長的全食發生於1532年8月30日，共持續了5分40秒。
下表列舉了1901年至2100年間發生的屬於該周期的日食，是第52至62次：
| 52            | 53            | 54            |
| ------------- | ------------- | ------------- |
| 1911年4月28日 | 1929年5月9日  | 1947年5月20日 |
| 55            | 56            | 57            |
| 1965年5月30日 | 1983年6月11日 | 2001年6月21日 |
| 58            | 59            | 60            |
| 2019年7月2日  | 2037年7月13日 | 2055年7月24日 |
| 61            | 62            |               |
| 2073年8月3日  | 2091年8月15日 |               |

## 資料來源
1. ↑  樊忠玉. . 中国天文科普网. 2010-01-23  [2015-08-04]. （原始内容存档于2014-09-17）.
2. 1 2  Fred Espenak. . NASA Eclipse Web Site.   [2015-08-03]. （原始内容存档于2016-03-03）.（英文）
3. ↑  Fred Espenak. . NASA Eclipse Web Site.   [2015-08-03]. （原始内容存档于2015-03-03）.（英文）
4. ↑  Xavier M. Jubier. .   [2016-01-10]. （原始内容存档于2016-03-04）.（法文）（英文）
5. ↑  Fred Espenak. . NASA Eclipse Web Site.   [2015-08-03]. （原始内容存档于2008-08-08）.（英文）
6. ↑  Fred Espenak. . NASA Eclipse Web Site.   [2015-12-18]. （原始内容存档于2016-02-02）.（英文）
7. 1 2  . 北京天文館.   [2015年8月3日]. （原始内容存档于2015年9月23日）.
8. ↑  . 新华网. 搜狐新闻. 2001-06-21  [2015-08-03]. （原始内容存档于2016-03-04）.
9. 1 2  曾伟. . 北京青年報. 人民网. 2001-06-21  [2015-08-03]. （原始内容存档于2015-09-24）.
10. ↑  . 北京青年報. 搜狐新聞. 2001-06-15  [2015-08-03]. （原始内容存档于2016-03-04）.
11. ↑  柴世宽  熊思浩. . 新华网. 2001-06-25  [2015-08-03]. （原始内容存档于2003-11-03）.
12. ↑  孙自法. . 中新網. 2012-12-26  [2015-08-03]. （原始内容存档于2015-09-24）.
13. ↑  . 每日一天文圖（成大物理分站）. 2001-06-21  [2015-12-13]. （原始内容存档于2016-03-04）.
14. ↑  Fred Espenak. . NASA Eclipse Web Site.（英文）

## 外部連結
- NASA日食專頁（页面存档备份，存于）（英文）
- 可見區域圖和時間統計：由弗雷德·埃斯佩纳克做出的日食預報，NASA/GSFC
  - Google互動地圖呈現的日食範圍
  - 貝塞爾元素
- Google地圖顯示的日全食和日偏食範圍（页面存档备份，存于）（法文）（英文）

圖片：
- 1954-2008年歷次日全食的日冕（页面存档备份，存于），本次拍攝於安哥拉孫貝（法文）（英文）
- Spaceweather.com的多地日全食及日偏食照片（页面存档备份，存于）（英文）
- 尚比亞的照片（页面存档备份，存于）（英文）
- 安哥拉的照片（页面存档备份，存于）（英文）
- KryssTal - 辛巴威的日食（页面存档备份，存于），拍攝於盧亞河（Ruya River）邊的一所學校（英文）
- 辛巴威的日全食照片（页面存档备份，存于），克雷福德莊園天文學會（英语：Crayford Manor House Astronomical Society）拍攝（英文）
- 非洲的日食（日全食），2001年6月22日每日一天文圖，拍攝於赞比亚路沙卡
- 在巴卡薩拍攝的全食過程，2001年7月6日每日一天文圖，拍攝於辛巴威巴卡薩（Bakasa）
- 非洲的日全食，2001年7月11日每日一天文圖，拍攝於赞比亚瑪蘭巴雅瑪市（Malambanyama）
- 馬達加斯加的日全食，2001年7月26日每日一天文圖，拍攝於马达加斯加南部
- 刺槐（Acacia）上的日食，2002年12月3日每日一天文圖，拍攝於赞比亚奇桑巴（英语：Chisamba）
- 日全食，2003年11月22日每日一天文圖，拍攝於赞比亚奇桑巴

| \| \| 日食 \|                              |                              |                                            |
| 上一次日食： 2000年12月25日日食 （日偏食） | 2001年6月21日日食 （日全食） | 下一次日食： 2001年12月14日日食 （日環食） |
| 上一次日全食： 1999年8月11日日食           | 2001年6月21日日食 （日全食） | 下一次日全食： 2002年12月4日日食           |
|                                            | 日食                         |                                            |